# Hans Lund
Hans „Tuna” Lund (ur. 1950, zm. 2009) – amerykański pokerzysta zawodowy, który zwyciężył w dwóch turniejach World Series of Poker, a także zajął drugie miejsce podczas WSOP 1990.
Swoją przygodę z pokerem rozpoczął w 1977, a już rok później zwyciężył w turnieju $1,500 No limit Hold’em. W 1990 podczas turnieju głównego grał jeden na jednego z Mansourem Matloubim. W decydującym rozdaniu Lund sprawdził zakład przeciwnika z A-9. Gdy na flopie pojawiły się 9-4-2, przebił zakład Matloubiego, na co ten odpowiedział zagraniem all-in z 10-10. As na turnie dawał podwojenie Lundy, jednak 10 na riverze ostatecznie przechyliła szalę zwycięstwa na stronę irańskiego pokerzysty.
Na miejscach płatnych Main Eventu znalazł się także w latach: 1991 (19-ty), 1992 (3-ci), 2006 (315-ty), oraz w 2007 (319-ty).
Swoją drugą bransoletkę wygrał w 1996 podczas turnieju $1,500 Ace to Five Draw.
Jego wygrane w turniejach przekroczyły $2.900.000, z czego $1,112,253.00 w turniejach WSOP.
Lunda zmarł 6 listopada 2009 po długiej walce z rakiem.

## Bransoletki WSOP
| Rok  | Turniej                 | Wygrana (USD) |
| ---- | ----------------------- | ------------- |
| 1978 | $1,500 No Limit Hold’em | $46,800       |
| 1996 | $1,500 Ace to Five Draw | $71,400       |